# Chamtor
Chamtor ist eine Glukosefabrik der Getreideproduktionsgenossenschaft Champagnes Céréales. Der Standort von Chamtor befindet sich in Reims in der französischen Region Grand Est.
Aus dieser Gegend verarbeitet Chamtor 400.000 Tonnen Weizen pro Jahr. Zu den Produkten gehören die funktionellen Kohlenhydrate Glukosesirup und Weizenstärke sowie funktionelle Nährstoffe aus Weizen und Keimen.

## Geschichte
- Chamtor wurde im Jahr 1992 von Champagnes Céréales gegründet.
- Von 1994 bis 2007 war das Unternehmen der Exklusivlieferant von Pfeifer & Langen.
- Seit 2007 bis 2017 war Champagnes Céréales wieder Großaktionär des Unternehmens.
- Ab 2017 is Chamtor Eigentum von Archer Daniels Midland (ADM)